# Christian Core
Christian Core, né en 1974 à Savone, est un grimpeur italien.

## Biographie
Christian Core a grimpé des blocs de niveau international principalement en Italie et fut notamment connu pour être à l'origine de l'ouverture du célèbre bloc Gioia ("joie" en Français) coté 8C+ (V16). Ce bloc a été considéré pendant plusieurs années comme le plus difficile au monde. Il a été répété par Adam Ondra, qui confirmera la cotation, ainsi que Nalle Hukkataival.

## Palmarès

### Championnats du monde
- 2003 à Chamonix,  France
  -  Médaille d'or en bloc
- 2001 à Winterthour,  Suisse
  -  Médaille de bronze en bloc

### Championnats d'Europe
- 2002 à Chamonix,  France
  -  Médaille d'or en bloc